# アンドルー・ゴードン
アンドルー・ゴードン（Andrew Gordon、1952年 - ）は、アメリカ合衆国の歴史学者。専門は、日本近現代史、労働史。
ボストン生まれ。ハーバード大学で1984年に博士号取得。デューク大学教授を経て、1995年よりハーバード大学歴史学部教授。1998年～2004年はライシャワー日本研究所所長を兼任した。

## 活動
2015年、日本軍が20万人もの女性を慰安婦として働かせる為に強制的に集め、多くを虐殺したとする米国の教科書について、日本政府が訂正を申し入れた際、コネチカット大のアレクシス・ダデン教授らと共に、被害者を冒涜するものとして日本政府の行動を批判した
。
2021年、ハーバード大の同僚、J・マーク・ラムザイヤー教授が、日本軍慰安婦の契約についてミクロ経済学の観点から分析した論文を発表すると、出版社に対し撤回を要請した。出版社は、調査の結果、ゴードンらの要請には応じなかった。（詳細は「J・マーク・ラムザイヤーに対するキャンセル運動」を参照のこと）

## 著書

### 単著
- The Evolution of Labor Relations in Japan: Heavy Industry, 1853-1955, (Harvard University Press, 1985).
二村一夫訳『日本労使関係史 ― 1853-2010』（岩波書店、2012年）
- Labor and Imperial Democracy in Prewar Japan, (University of California Press, 1991).
- The Wages of Affluence: Labor and Management in Postwar Japan, (Harvard University Press, 1998).
- A Modern History of Japan: from Tokugawa Times to the Present, (Oxford University Press, 2003).
森谷文昭訳『日本の200年――徳川時代から現代まで（上・下）』（みすず書房, 2006年、新版2013年）
- 『日本人が知らない松坂メジャー革命』（朝日新聞社［朝日新書］, 2007年）
- Fabricating Consumers: The Sewing Machine in Modern Japan (2011)
大島かおり訳『ミシンと日本の近代―消費者の創出』（みすず書房、2014年）

### 編著・共著
- Postwar Japan as History, (University of California Press, 1993).
中村政則監訳『歴史としての戦後日本』（みすず書房（上・下）、2001年）
- 『ハーバード日本史教室』（中公新書ラクレ、2017年）
佐藤智恵編、第1講義「教養としての『源氏物語』と城山三郎―日本通史」を寄稿

### 共編著
- Public Spheres, Private Lives in Modern Japan, 1600-1950, co-edited with Gail Lee Bernstein and Kate Wildman Nakai, (Harvard University Press, 2005).